# UFC Fight Night: Шевченко vs. Кармуш 2
UFC Fight Night: Shevchenko vs. Carmouche 2, также известный как UFC Fight Night 156 или UFC on ESPN+ 14 — турнир по смешанным единоборствам, проведённый организацией Ultimate Fighting Championship 10 августа 2019 года на спортивной арене "Antel Arena" в городе Монтевидео, Уругвай.
В главном бою вечера Валентина Шевченко победила Лиз Кармуш единогласным решением судей и защитила чемпионский титул во 2-й раз.

## Результаты турнира
| Бой п/п                     | Весовая категория     | Участники и результат боя | Участники и результат боя | Участники и результат боя | Способ победы                               | Раунд                | Время                | Прим.                                                 |
| Главный кард (ESPN+)        | Главный кард (ESPN+)  | Главный кард (ESPN+)      | Главный кард (ESPN+)      | Главный кард (ESPN+)      | Главный кард (ESPN+)                        | Главный кард (ESPN+) | Главный кард (ESPN+) | Главный кард (ESPN+)                                  |
| --------------------------- | --------------------- | ------------------------- | ------------------------- | ------------------------- | ------------------------------------------- | -------------------- | -------------------- | ----------------------------------------------------- |
| Бой 13                      | Жен. наилегчайший вес | Валентина Шевченко        | поб.                      | Лиз Кармуш                | Единогласное решение (50–45, 50–45, 50–45)  | 5                    | 5:00                 | Бой за титул чемпиона UFC в женском наилегчайшем весе |
| Бой 12                      | Полусредний вес       | Висенте Луке              | поб.                      | Майк Перри                | Раздельное решение (28–29, 29–28, 29–28)    | 3                    | 5:00                 | Лучший бой вечера                                     |
| Бой 11                      | Полулёгкий вес        | Эдуардо Гарагорри         | поб.                      | Умберто Бандене           | Единогласное решение (30–27, 30–27, 30–27)  | 3                    | 5:00                 |                                                       |
| Бой 10                      | Полутяжёлый вес       | Волкан Оздемир            | поб.                      | Илир Латифи               | Нокаут (удары руками)                       | 2                    | 4:31                 | Выступление вечера                                    |
| Бой 9                       | Средний вес           | Родолфу Виейра            | поб.                      | Оскар Пьехота             | Сдача, удушающий приём (треугольник руками) | 2                    | 4:26                 |                                                       |
| Бой 8                       | Полулёгкий вес        | Энрике Барсола            | поб.                      | Бобби Моффетт             | Раздельное решение (28–29, 30–27, 29–28)    | 3                    | 5:00                 |                                                       |
| Предварительные бои (ESPN+) |                       |                           |                           |                           |                                             |                      |                      |                                                       |
| Бой 7                       | Полусредний вес       | Гилберт Бёрнс             | поб.                      | Алексей Кунченко          | Единогласное решение (29–28, 29–28, 29–28)  | 3                    | 5:00                 |                                                       |
| Бой 6                       | Тяжёлый вес           | Сирил Ган                 | поб.                      | Рафаэл Пессоа             | Сдача, удушающий приём (треугольник руками) | 1                    | 4:12                 |                                                       |
| Бой 5                       | Жен. минимальный вес  | Марина Родригес           | поб.                      | Тиша Торрес               | Единогласное решение (30–27, 30–27, 30–26)  | 3                    | 5:00                 |                                                       |
| Бой 4                       | Наилегчайший вес      | Рожериу Бонторин          | поб.                      | Раулиан Паива             | Технический нокаут (остановка доктором)     | 1                    | 2:56                 |                                                       |
| Бой 3                       | Легчайший вес         | Крис Гутьеррес            | поб.                      | Жералду ди Фрейтас        | Раздельное решение (29–28, 27–30, 29–28)    | 3                    | 5:00                 |                                                       |
| Бой 2                       | Лёгкий вес            | Алекс да Силва            | поб.                      | Родриго Варгас            | Единогласное решение (30–27, 30–27, 30–27)  | 3                    | 5:00                 |                                                       |
| Бой 1                       | Жен. наилегчайший вес | Вероника Маседо           | поб.                      | Полиана Виана             | Сдача, болевой приём (рычаг локтя)          | 1                    | 1:09                 | Выступление вечера                                    |

## Награды
Следующие бойцы были удостоены денежного бонуса в $50,000:
- Бой вечера: Висенте Луке vs. Майк Перри
- Выступление вечера: Волкан Оздемир и Вероника Маседо